# Curva de Viviani

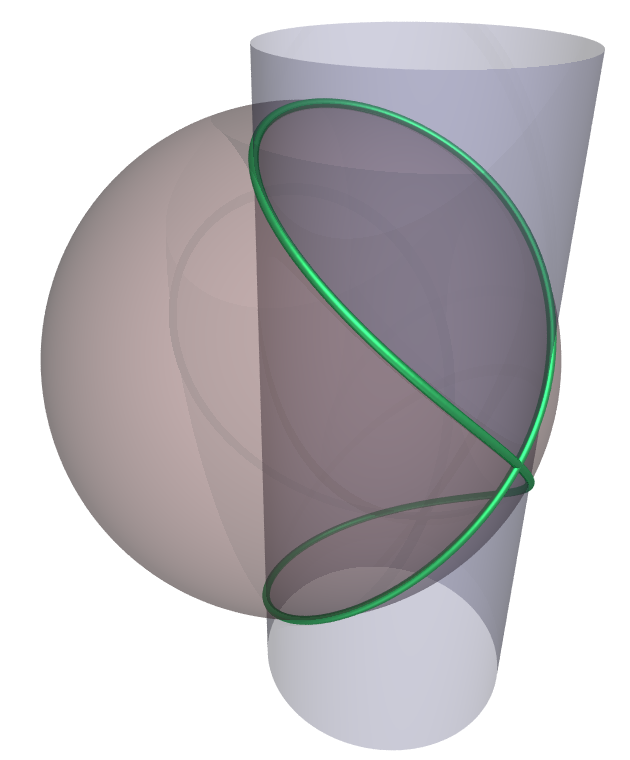
Vista en perspectiva de la curva de Viviani

La curva de Viviani o ventana de Viviani es la curva algebraica cerrada (definida en el espacio tridimensional) generada a partir de la intersección entre la esfera centrada en el origen y de radio R y el cilindro de eje {\displaystyle x=R,y=0} y de radio {\displaystyle R/2}. Es un caso particular de curva clelia.

## Origen histórico
Vincenzo Viviani propuso en 1692 el problema de arquitectura siguiente:

Se trata de perforar una cúpula hemisférica por cuatro ventanas, de tal manera que la superficie restante de la cúpula sea cuadrable.

John Wallis, Gottfried Leibniz y Johann Bernoulli estudiaron de forma natural el caso simple de ventanas circulares, y tuvieron que estudiar la curva intersección del cilindro y del hemisferio, dando a esta curva el nombre de «ventana de Viviani».

## Ecuaciones de la curva de Viviani
Se tienen las representaciones siguientes (para una esfera de radio R):
Sistema de coordenadas cartesianas:
{\displaystyle x^{2}+y^{2}+z^{2}=R^{2}}
{\displaystyle (x-R/2)^{2}+y^{2}=(R/2)^{2}}
Parametrización cartesiana: 
{\displaystyle x=R\cos ^{2}u}
{\displaystyle y=R\cos u\sin u}
{\displaystyle z=R\sin u}
también equivalente a: (con  {\displaystyle u=t/2})
{\displaystyle x=(R/2)(1+\cos t)}
{\displaystyle y=(R/2)\sin t}
{\displaystyle z=R\sin(t/2)}
Su longitud coincide con la de una elipse de semiejes  {\displaystyle (R)}  y  {\displaystyle (R{\sqrt {2}})} ; calculable mediante una integral elíptica.
El valor aproximado es de  {\displaystyle L\approx 7,64R}

## Aplicaciones

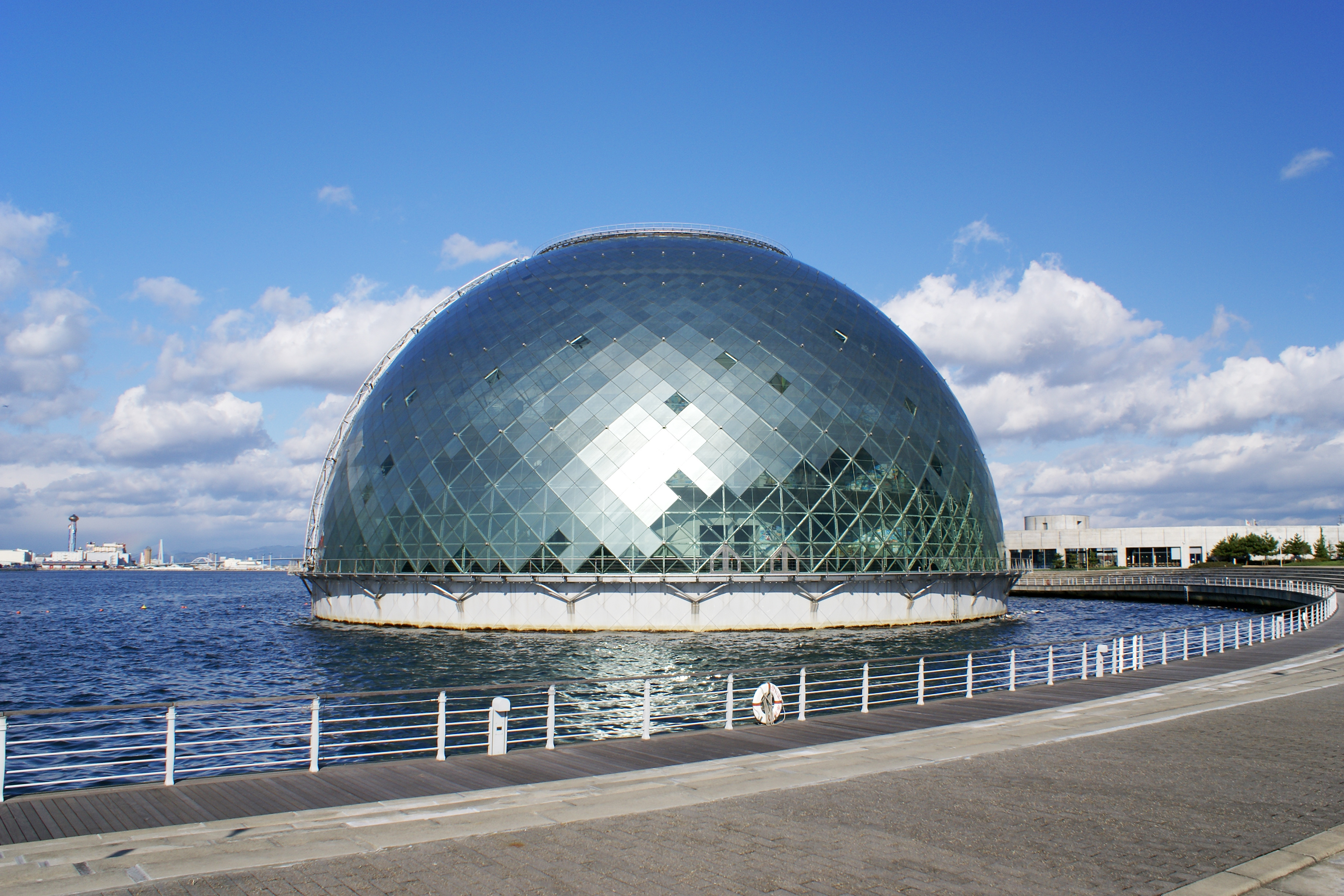
La cúpula del museo marítimo de Osaka.

El arquitecto Paul Andreu diseñó la cúpula del Museo marítimo de Osaka, disponiendo las nervaduras según una red de curvas de Viviani paralelas.